# Vovnihî, Solone
Vovnihî (în ucraineană Вовніги) este un sat în comuna Viiskove din raionul Solone, regiunea Dnipropetrovsk, Ucraina.

## Demografie
Componența lingvistică a localității Vovnihî
     Ucraineană (86,15%)
     Rusă (13,33%)
     Alte limbi (0,51%)
Conform recensământului din 2001, majoritatea populației localității Vovnihî era vorbitoare de ucraineană (86,15%), existând în minoritate și vorbitori de rusă (13,33%).